# Lituanie aux Jeux olympiques d'hiver de 2006
Cet article contient des informations sur la participation et les résultats de la Lituanie aux Jeux olympiques d'hiver de 2006 à Turin en Italie. Elle est représentée par sept athlètes.

## Médailles
|          | Médaille d'or | Médaille d'argent | Médaille de bronze | Total |
| -------- | ------------- | ----------------- | ------------------ | ----- |
| Lituanie | 0             | 0                 | 0                  | 0     |

## Épreuves

### Biathlon
- Diana Rasimoviciute
- Karolis Zlatkauskas

### Patinage artistique
Danse sur glace
- Margarita Drobiazko et Povilas Vanagas

### Ski alpin
- Vitalij Rumiancev

### Ski de fond
- Aleksej Novoselkij
- Irina Terentjeva